# 姐妹情深
《姐妹情深》（英語：Your Sister's Sister）是2011年美国剧情戏剧片，由林恩·谢尔顿编剧和导演，艾米莉·布朗特、羅絲瑪麗·德威特以及馬克·杜普拉斯主演。该片于2011年9月11日在多倫多國際電影節首映，并于2012年6月15日在美国上映。